# 吸力

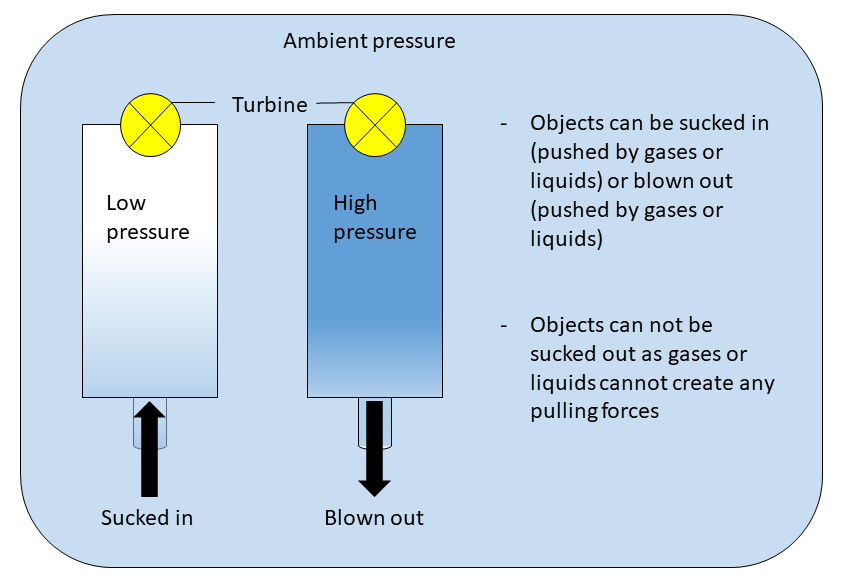
氣體或液體沿壓力梯度會對物體施力。氣體或液體只能推動物體，無法拉物體。可能是從壓力區推往常壓區（吹），也有可能從常壓區推往低壓區（吸）

吸力是指刻意產生低壓區，使气体或液体沿著压强移動，從其他壓強較高的的區域流到此區域，這個力只會從壓強較高的區域產生，往壓強較低的區域，是對壓強差的反應。
若某物理系统壓強較其他系統要低，較高壓力的流体會產生往較低壓力處的力，這稱為壓強梯度力。若空氣或液體都移除，該區域是絕對真空，壓強為零。不會產生負壓強的力。依物理的觀點，東西是被流體推動，而不是被流體吸引。

## 例子
壓力減少可能是靜態的，就像活塞和氣缸的運動一樣，也可能是動態的，就像吸塵機讓空氣流動，產生低壓區一樣。
動物呼吸時，橫膈膜和肋骨的肌肉讓肺的容積變化，胸腔的體積增加使壓強變大，使壓強和外界空氣的壓強不平衡，因此吸入空氣。當用吸管從杯子裡吸入液體時，是因為杯中液體受到的大氣壓力使液體沿吸管上昇，到達口中。
在飛航意外時有一個常見的誤解，在有失控減壓意外時，會說人或是物品被「吸出」飛機外，其實是機內較高的壓力將人或物品推到外界壓力較低的區域。